# نصف دولار ميسوري المئوية
نصف دولار ميسوري المئوية هو قطعة تذكارية بقيمة خمسين سنتًا سكت بواسطة دار سك العملة الأمريكية في عام 1921. صمم من قبل روبرت إينغيرسول أيتكن. أرادت ولاية ميزوري الأمريكية إصدار عملة تذكارية للاحتفال بالذكرى المئوية لتأسيسها في ذلك العام. وقد مر التشريع الخاص بمثل هذه العملة المعدنية عبر الكونغرس دون معارضة، ووقعه الرئيس وارن جي. هاردينغ في يوم تنصيبه، 4 مارس 1921. وقد تعاقدت لجنة الفنون الجميلة الفيدرالية مع آيتكين لتصميم العملة، التي تصور دانيال بون على كلا الجانبين. تفسر التصميم العكسي، الذي يظهر بون مع أحد السكان الأصليين لأمريكا، على أنه يرمز إلى تهجير الهنود من قبل المستوطنين البيض.
ولزيادة المبيعات، إنتج جزء من الإصدار بالعلامة 2★4، والتي ترمز إلى أن ولاية ميسوري هي الولاية الرابعة والعشرين. ورغم الإعجاب بتصميمها، لم تبع العملات المعدنية بالقدر المأمول، وأُعيد ما يقرب من 60% منها إلى دار سك العملة في فيلادلفيا من أجل صهرها. هناك عدد أقل من العملات المعدنية التي تحتوي على 2★4 مقارنة بالعملات المعدنية التي لا تحتوي عليها، ولكنها تظل متساوية تقريبًا في القيمة.

## التشريع
أرادت ولاية ميسوري، التي انضمت إلى الاتحاد في عام 1821 كجزء من تسوية ميسوري، عملة تذكارية للبيع في معرض ميسوري المئوي ومعرض الولاية، الذي سيقام في سيداليا من 8 إلى 20 أغسطس 1921. قدم التشريع لمثل هذا النصف دولار إلى مجلس الشيوخ من قبل سلدن ب. سبنسر من تلك الولاية في 20 يناير 1921، وسمي مشروع القانون بـ S. 4893. وقد إحيل إلى لجنة المصارف والعملة. وقد قدم مشروع القانون إلى مجلس الشيوخ بكامل هيئته من قبل جورج ب. ماكلين من ولاية كونيتيكت في 25 يناير مع تعديل يقلل من الطباعة المسموح بها من 500 ألف إلى 250 ألف وتوصية بإقراره. وتساءل نائب الرئيس توماس مارشال، الذي كان يرأس مجلس الشيوخ، عما إذا كان هناك اعتراض على إقرار هذا القانون. وقال زعيم الأقلية الديمقراطي أوسكار أندروود من ولاية ألاباما إنه لا يعتقد أنه ستكون هناك اعتراضات، ولكن يجب قراءة مشروع القانون أولاً. صرح عضو مجلس الشيوخ عن ولاية أيداهو ويليام إي بوراه أنه سيعترض إذا كان هناك مناقشة لهذا الأمر، حيث لم يكن لدى مجلس الشيوخ أعمال صباحية منذ عشرة أيام. وسأل بورا ماكلين عما إذا كان يتوقع أن يكون هناك اعتراض على مشروع القانون، وطمأن ماكلين المواطن الأيداهو. وقد مرر مشروع القانون، كما عدله، في مجلس الشيوخ دون معارضة مسجلة.
قدم مشروع قانون مماثل، HR 15767، إلى مجلس النواب في 17 يناير 1921. في 10 فبراير، قدم ممثل ولاية إنديانا ألبرت فيستال، رئيس لجنة العملات والأوزان والمقاييس في مجلس النواب (التي أحيل إليها مشروع القانون) تقريرًا إلى مجلس النواب مع تعديل مماثل لذلك الذي وافق عليه مجلس الشيوخ، وبتوصية بإقرار مشروع القانون. إحيل مشروع القانون رقم 4983 إلى تلك اللجنة بعد استلامه من قبل مجلس النواب، وفي 24 فبراير أوصت لجنة العملات بإقرار مشروع قانون مجلس الشيوخ في مجلس النواب، مشيرة إلى أن مشروعي القانون متطابقان.
ناقش مشروع القانون رقم 4893 من قبل مجلس النواب في 2 مارس 1921، قبل يومين من انتهاء الدورة البرلمانية. كان وارن جارد من ولاية أوهايو قد طرح أسئلة حول أوراق العملة المعدنية السابقة عندما مررت في مجلس النواب. سأل جارد فيستال عما إذا كان مشروع قانون ميسوري مطابقًا لمشاريع القوانين السابقة، وما إذا كان يحتوي على نفس الضمانات، وأكدت فيستال ذلك. وقد أقر مجلس النواب مشروع القانون دون اعتراض مسجل، وقد إقر كقانون بتوقيع الرئيس الجديد، وارن جي هاردينغ، في يوم تنصيبه، 4 مارس 1921.

## التحضير
بينما كان التشريع لا يزال معلقًا في الكونغرس، في 29 يناير 1921، كتب السيناتور سبنسر إلى تشارلز مور، رئيس لجنة الفنون الجميلة (CFA)، بخصوص مشروع القانون. رد مور في 2 فبراير، ناصحًا بتعيين أحد النحاتين الأمريكيين القلائل القادرين على تصميم عملة معدنية، وأن يخضع العمل الناتج للنقد الودي من الفنانين الآخرين. وضع سبنسر جيمس مونتغمري، رئيس لجنة الذكرى المئوية لولاية ميسوري، على اتصال مع مور، وفي 9 فبراير، قدم مور عدة مقترحات للتصميم، بما في ذلك "مركب شراعي من البراري ... ثانيًا، رؤوس [الرائد دانيال] بون و[السياسي المبكر في ميسوري توماس هارت] بينتون؛ ثالثًا، ختم ولاية ميسوري؛ ورابعًا، الهندي الذي يشير غربًا". اقترح مور أن النحات المستأجر يمكنه الاختيار من بين هذه المفاهيم، وتحديد أيها يمكن استخدامه لتحقيق أفضل تأثير، بموافقة مونتغمري وموافقة لجنة الفنون الجميلة. رد مونتغمري في 16 فبراير، مقترحًا "شخصية واقفة لدانيال بون، يرتدي قبعة من جلد الراكون، وملابس من جلد الغزال، مع هندي يجلس عند قدميه، ويتدفق نهر ميسوري أمامه، والمنحدرات على الجانب الآخر، مع نجمة واحدة تحمل الرقم "24" في وسط النجمة. وهذا من شأنه أن يدل أولاً على أن الرجل الأبيض قد حل محل الهندي في إقليم ميسوري".
واقترح مونتغمري أيضًا تضمين نجمة تحمل الرقم "24" (حيث أن ولاية ميسوري هي الولاية رقم 24) في التصميم، ولكن يجب إزالتها من القالب بعد سك 5000 عملة معدنية. ومن شأن ذلك أن يعزز العائدات، ويساعد في دفع رسوم النحات وتكلفة القالب، وهي تكلفة تقدر بنحو 1750 دولارًا. كتب مونتغمري مرة أخرى في 22 مارس، مقترحًا أن تظهر الكلمات "مئوية ميسوري، سيداليا، 1921" على العملات المعدنية، وإذا أمكن تاريخ المئوية في 10 أغسطس أيضًا.
قامت لجنة الفنون الجميلة بتعيين روبرت إينغيرسول أيتكن، وهو نحات معروف في الدوائر النقدية بتصميمه لقطع ذهبية بقيمة 50 دولارًا من عملة بنما والمحيط الهادئ. على ما يبدو لم يبلغ لجنة ميسوري بهذا الأمر، ففي 17 مايو، أخبر جيمس إيرل فرازير، أحد أعضاء لجنة الفنون الجميلة، مور أنه سمع أن شخصًا مرتبطًا بذكرى ميسوري المئوية قد أجرى استفسارات مع شركة ميداليك آرت في نيويورك، بهدف توظيف نحات. ومن غير الواضح ما إذا كان مور قد كتب إلى مونتغمري، ولكنه كتب إلى سبنسر في 26 مايو/أيار، ليعلم السيناتور أن التصاميم تمت الموافقة عليها مبدئيا. وقد اقترح أعضاء CFA عدة تغييرات؛ ونفذت، وفي 9 يونيو، وافقت CFA على التصميم، وهو القرار الذي ابلغ عنه في ذلك اليوم برسالة إلى مدير دار سك العملة، ريموند تي. بيكر. لتسريع الإنتاج، أنتجت شركة Medallic Art محاور من نماذج الجبس الخاصة بـ Aitken، والتي يمكن من خلالها صنع قوالب العمل اللازمة لضرب العملات المعدنية. إرسلت هذه المحاور إلى دار سك العملة في فيلادلفيا في 29 يونيو 1921.

## التصميم

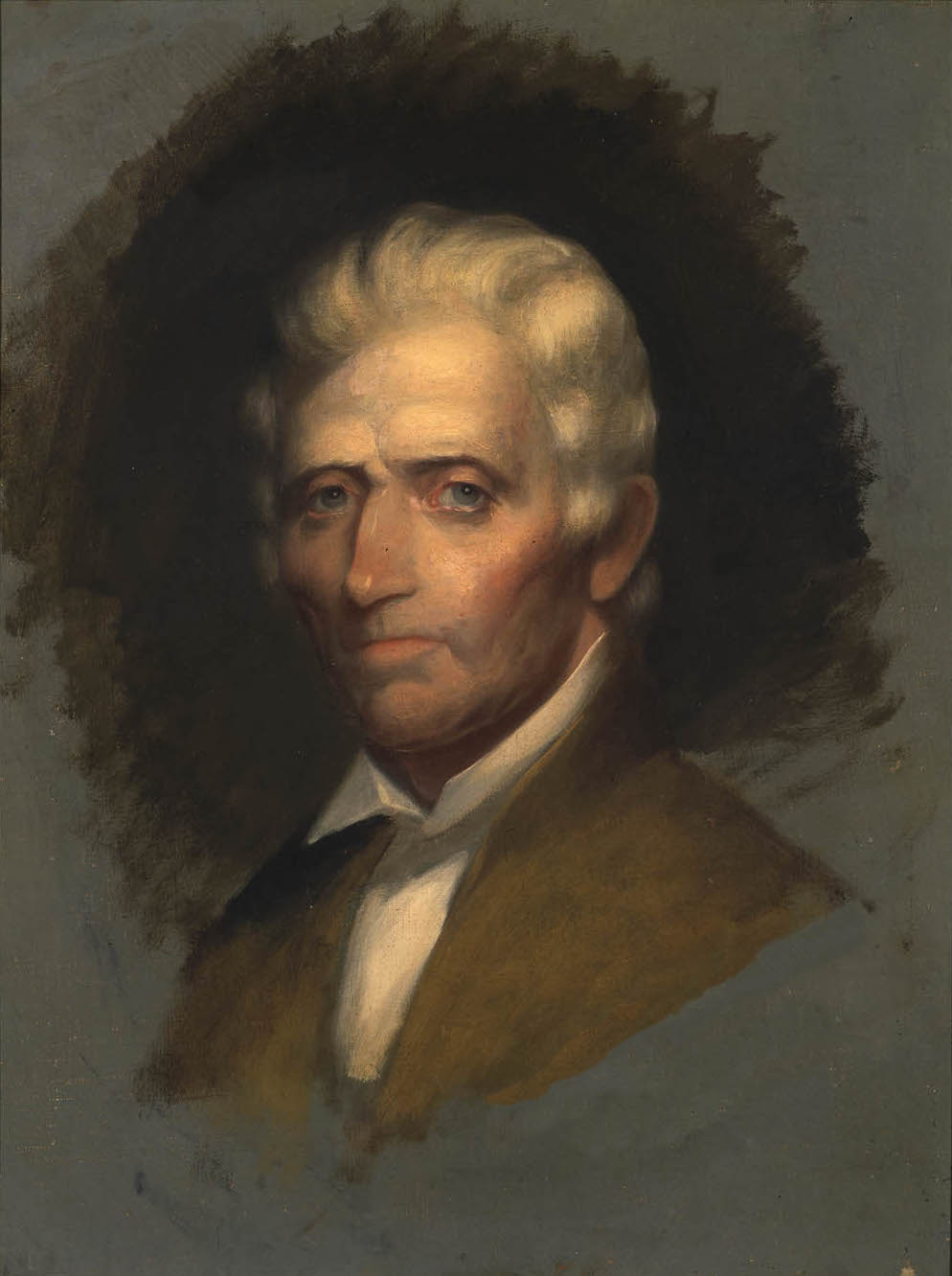
يصور الوجه الأمامي دانيال بون، الذي يظهر هنا في صورة غير مكتملة بريشة تشيستر هاردينغ.

يظهر على الوجه الأمامي تمثال نصفي لرجل الحدود دانيال بون، الذي عاش في ميسوري خلال الربع الأخير من حياته. في كتابهما الصادر عام 1988 عن العملات التذكارية، لاحظ أنتوني سوياتيك ووالتر برين تكهنات بأن الوجه الأمامي ربما يكون مستوحى من تمثال بون الذي نحته ألبين بولاسيك في قاعة المشاهير للأمريكيين العظماء في مدينة نيويورك. يرتدي بون سترة من جلد الغزال وقبعة من جلد الراكون. تحيط تواريخ الذكرى المئوية واسم الدولة وفئة العملة بالتمثال النصفي. يصور الوجه الخلفي بون مع بندقية وقرن بارود، وأمريكي أصلي - يفسر سوياتيك وبرين رجل الحدود على أنه يرسل بعيدًا الهندي، الذي يحمل درعًا وأنبوب سلام، مما يبدو أنه يبالغ في رغبة مونتغمري في إظهار الرجل الأبيض يحل محل الهندي في ميسوري؛ صرح برين "كما لو كان هذا شيئًا للتفاخر به". يصف تقرير مدير دار سك العملة لعام 1921 التفاعل على النحو التالي: "دانيال بون، وهو يحمل البارود والبندقية، يوجه انتباه أحد الهنود إلى المسار الغربي للرجل الأبيض". نصف دولار ميسوري المئوي، الذي يظهر بون على كلا الجانبين، هو أحد تصميمات العملات القليلة في تاريخ العملات في الولايات المتحدة التي يظهر فيها نفس الشخص على كلا الجانبين؛ تشمل هذه الصور الأخرى بون نفسه على نصف دولار دانيال بون المئوي لعام 1934-1938، ولافاييت على دولار لافاييت المؤرخ عام 1900، ورجل الحدود على نصف دولار إلجين، إلينوي المئوي عام 1936.

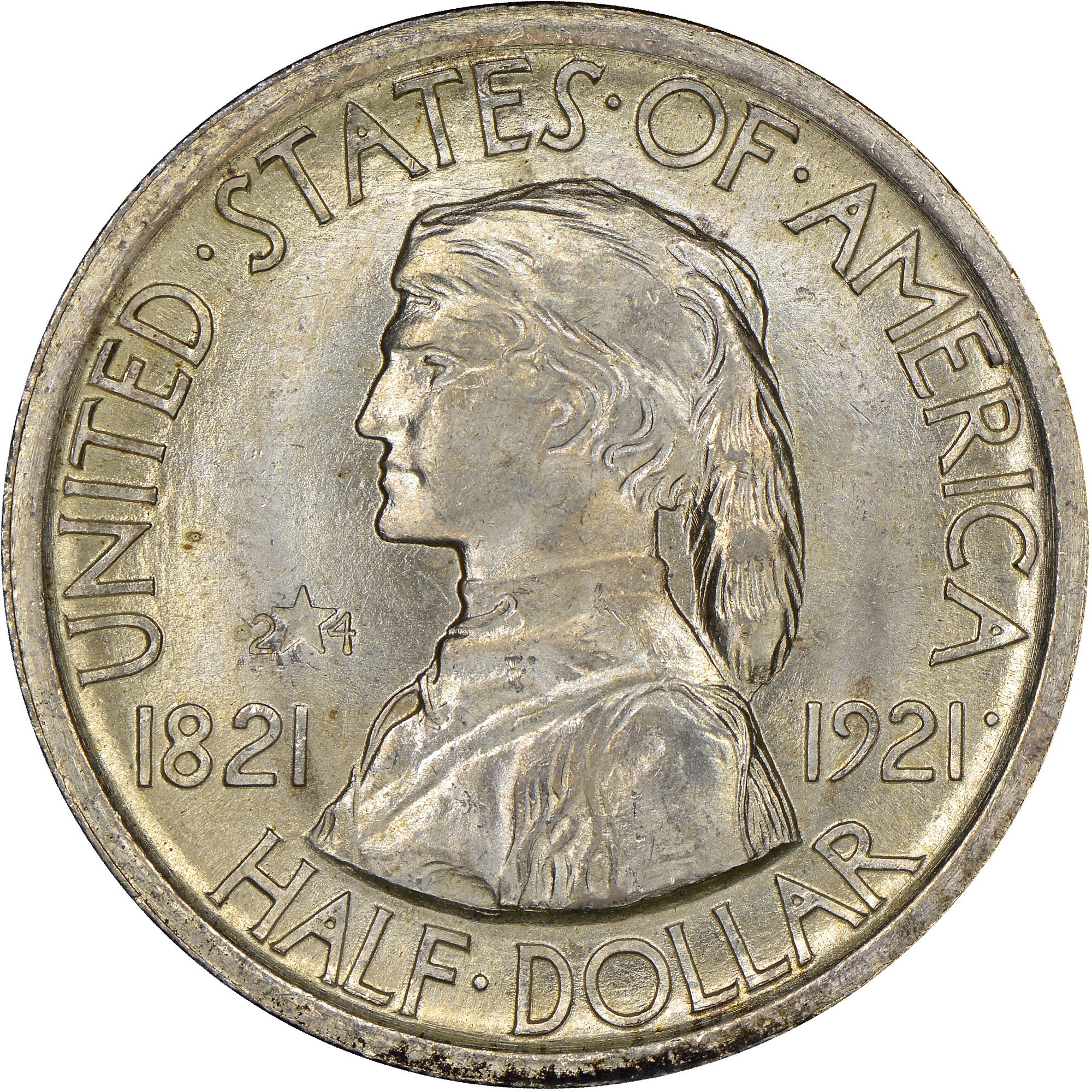
الوجه الأمامي للعملة المعدنية 2★4، يظهر عليه الرقم "2★4" على يسار رقبة بون

تنقل النجوم الـ 24 الموجودة على الوجه الخلفي نفس الرسالة التي تحملها النجوم 2★4 الموجودة على الوجه الأمامي لبعض العينات - وهي أن ميسوري كانت الولاية رقم 24 التي انضمت إلى الاتحاد. يظهر اسم سيداليا، موقع المعرض المئوي، في exergue. يقع الحرف الأول من اسم أيتكين، RA، بالقرب من مؤخرة البندقية. قطعة ميسوري، ونصف الدولار الكولومبي لعامي 1892-1893، هما نصف الدولار التذكاري الوحيد في الولايات المتحدة الذي لا يحمل أيًا من الشعارات الوطنية التي توجد عادةً على العملات الأمريكية، وهي "الحرية، في الله نثق" و "من الكثير واحد". وقد لاقى التصميم إعجابًا في وقت إصداره؛ حيث عُرضت عدة عينات وأُعجب بها في مؤتمر الجمعية الأمريكية لعلم العملات عام 1921 في بوسطن في أغسطس، بعد وقت قصير من إصدار العملة.
وقد أعجب مؤرخ الفن كورنيليوس فيرمول، في مجلده عن العملات والميداليات الأمريكية، بقطعة أيتكين في ميسوري، وكتب أن أيتكين "أصبح أول فنان أمريكي يطبق مبادئ تصميم الميداليات في عصر النهضة على عملة الولايات المتحدة وأول فنان من هذا النوع يجعل أحد سكان الحدود يبدو وكأنه أمير من عائلة ميديشي". اقترح أن الشخصيات على الوجه الخلفي تشبه "الجنود الرومان في نقش بارز على قوس قسطنطين، أو كوندوتييري عصر النهضة في لوحة جدارية كبيرة لطقوس البلاط". وأشار فيرمويل إلى أن "الحروف على الوجه الأمامي تتبع أشكال ونظام بيسانيلو"، وأن "العملة ككل عمل فني وليست مجرد وسيلة أخرى لتسويق قطعة فضية من فئة الخمسين سنتًا، لأن الشعارات الثلاثة التي عادةً ما تُثقل كاهل محاولات أمريكا في فن علم العملات قد حُذفت". واختتم المؤلف حديثه عن أعمال أيتكين قائلاً: "لقد نجح خياله في اختيار الماضي لإعادة صياغة الحاضر بشكل رائع في سك العملات التذكارية في الولايات المتحدة".

## الإنتاج والتوزيع والتجميع

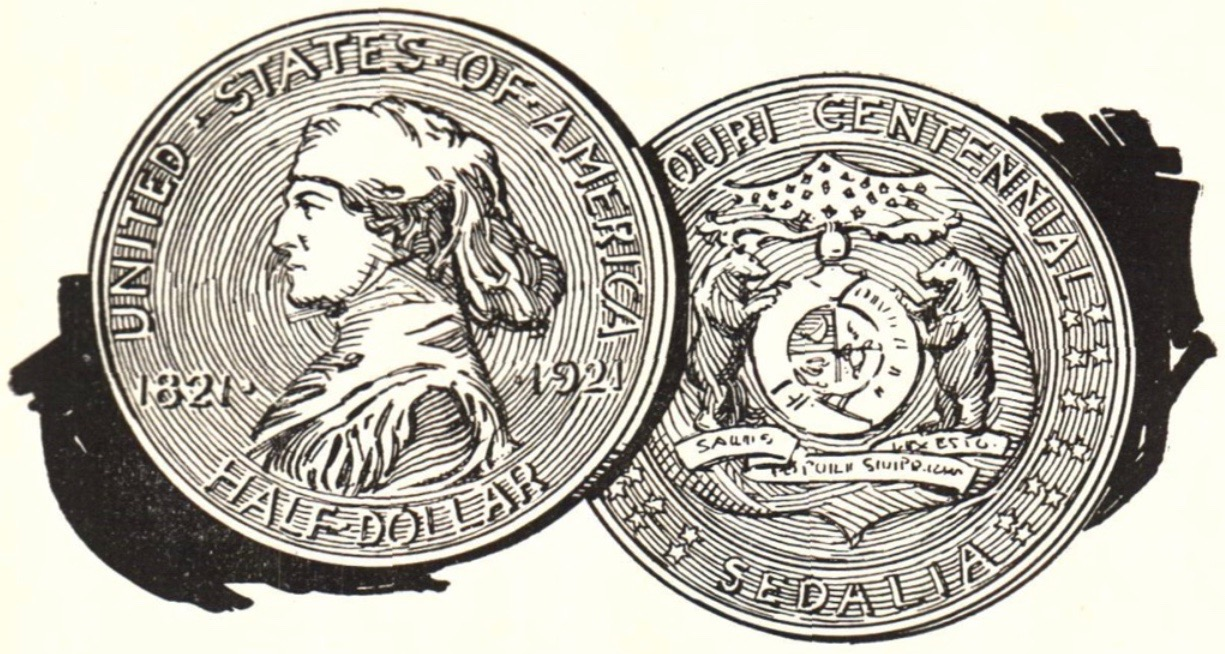
جزء من إعلان لنصف الدولار (1921)، يظهر تصميمًا عكسيًا لم يستخدمه أيتكين

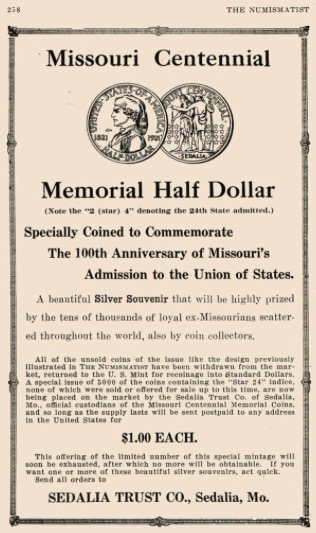
إعلان مايو 1922 عن العملات المعدنية 2★4، مع التصميم كما تم إصداره

سك ما مجموعه 50028 نصف دولار من عملة ميسوري المئوية في دار سك العملة في فيلادلفيا في يوليو 1921، واحتفظ بـ 28 منها للفحص والاختبار في اجتماع لجنة التحليل السنوي لعام 1922. كانت العملات الأولى تعرض الرقم 2★4 على الوجه الأمامي؛ وبعد ذلك، طحن هذا الرقم من القوالب و سكت العملات المتبقية بدونه. قامت شركة سيداليا تراست بتوزيع العملات المعدنية بسعر دولار واحد نيابة عن لجنة المئوية، وبيعت الصنفين عن طريق البريد والنوع العادي في المعرض في أغسطس. لم يكن هناك سوى القليل من الدعاية المسبقة، وأقيم المعرض أثناء فترة الركود الاقتصادي في عام 1921. بيعت جميع العملات المعدنية من فئة 2★4، ولكن عندما تباطأت مبيعات العملات العادية، إرجعت 29600 عملة إلى دار السك للصهر. احتوت الإعلانات المبكرة للعملة على رسومات أعدها أيتكين، تظهر الوجه كما إصدر، لكنها تصور الوجه الآخر الذي يحمل ختم ولاية ميسوري، والذي تخلى عنه أيتكين عندما وجد أنه لا يعمل بشكل جيد. كتب أيتكين، في رسالة نُشرت جزئيًا في عدد ديسمبر 1921 من مجلة "ذا نيوميسماتيست" (مجلة الجمعية الأمريكية لعلم العملات)، أن "الرسم التوضيحي الذي نشرتموه مأخوذ من إحدى الرسومات العديدة التي قدمتها إلى لجنة الفنون الفيدرالية. أُبلغت لجنة ميسوري بأنني سأعمل وفقًا لهذه المبادئ، مع أنني مُنحتُ حرية كاملة في أي تعديل قد أنصح به. لم يكن ختم الولاية مناسبًا، لذا صممتُ الوجه الخلفي بشخصيتين واقفتين، وقد حظي ذلك بموافقة فورية من اللجنة في واشنطن."
عدد العملات التي تحمل الرقم 2★4 غير مؤكد. كتب سوياتيك وبرين أنه ضرب 5000 عملة معدنية وبيعها، مما يعني أنه إصدرت 15400 عملة معدنية عادية. وقد التزم سفياتيك بهذه الأرقام في مجلده الصادر عام 2012 حول الاحتفالات التذكارية. كتب تاجر العملات ديفيد بولووا في عام 1937 أنه صدرت 10000 من فئة 2★4، وهو ما وافق عليه كاتب العملات كيو ديفيد باورز، مشيرًا إلى أن النوعين متساويان تقريبًا في الندرة. تشير الطبعة الفاخرة من كتاب دليل RS Yeoman للعملات المعدنية للولايات المتحدة، الذي نُشر في عام 2018، إلى أنه إصدرت 9400 من العملات المعدنية من فئة 2★4، و11400 من العملات المعدنية العادية. بيع كلا الصنفين بسعر أعلى من سعر الإصدار بحلول عام 1925، وفي ذروة الطفرة الأولى للعملات التذكارية في عام 1936، بيعت العملة 2★4 مقابل 25 دولارًا والقطعة العادية مقابل 28 دولارًا. بحلول عام 1940، كان سعر العملة 2★4 أعلى من سعر العملة العادية، وفي ذروة الطفرة الثانية في عام 1980، كان سعر العملة 2★4 يبلغ 2600 دولار، بينما كان سعر العملة العادية 2400 دولار. يذكر كتاب Yeoman أن سعر 2★4 يتراوح بين 625 دولارًا و7250 دولارًا، والسعر العادي يتراوح بين 400 دولار و6650 دولارًا، ويعتمد كل منهما على الحالة. عينة استثنائية من الصنف العادي بيعت في مزاد عام 2015 مقابل 70.500 دولار. من المعروف أن هناك عينة واحدة على الأقل في حالة جيدة، وقد بيعت في مزاد عام 1992.